# アメリカン・コネクション
アメリカン・コネクション（英語：AmericanConnection）は、かつて存在したアメリカン航空が使用したリージョナル航空路線のブランドである。チャウタカ航空が同ブランドのもと、アメリカン航空のネットワークの一部として運航を行っていた。チャタウカ航空はリパブリックエアウェイズ・ホールディングズ傘下のコミューター航空会社で、アメリカン航空からは独立した会社である。
過去には、トランス・ワールド航空やトランス・ステイツ航空とマーケティング協定をしていたことがあった。